# Galerie des Batailles
La galerie des Batailles est une galerie du musée de l'Histoire de France, située au premier étage de l'aile du Midi du château de Versailles.

## Description
Cette galerie mesure 120 mètres de long sur treize de large et occupe la longueur du premier étage de l’aile du midi : il s'agit de la plus grande pièce du château.
La galerie contient de vastes tableaux représentant les grands événements militaires de l’histoire de France. Quelques-uns qui existaient déjà mais la plupart ont été exécutés sur commande expresse. Les architectes Pierre-François-Léonard Fontaine et Frédéric Nepveu ont créé le décor solennel. Une large corniche soutient une voûte à caissons peints et des entablements supportés par des colonnes corinthiennes scandent la longueur de la galerie. Sur seize tables de bronze sont inscrits les noms des princes, amiraux, connétables, maréchaux, grands guerriers tués ou blessés à mort en combattant pour la France.
Les bustes sont placés sur des gaines entre les tableaux et contre les colonnes.
Les tableaux couvrent quatorze siècles de l’histoire de France, depuis la bataille de Tolbiac, livrée par Clovis en 496, jusqu’à celle de Wagram, remportée par Napoléon Ier en 1809.

## Historique

### Création

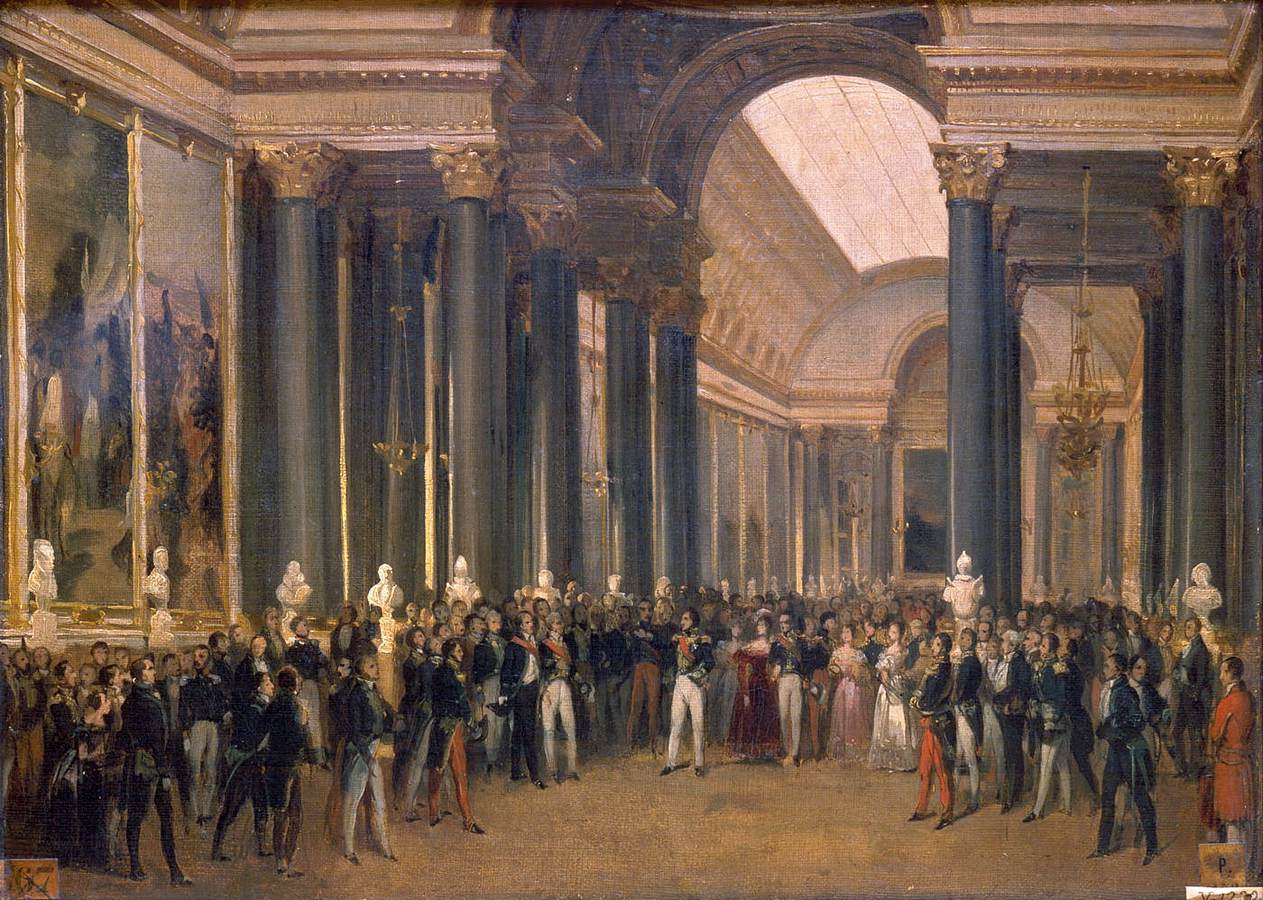
Louis-Philippe inaugure la Galerie des Batailles, le 10 juin 1837, François Joseph Heim, huile sur toile, musée national du château de Versailles

Sa création fut décidée par le roi Louis-Philippe à la place d’appartements qui avaient été successivement occupés, aux XVIIe et XVIIIe siècles par :
- le duc d'Orléans Philippe de France (1640-1701), dit Monsieur, frère de Louis XIV, et par sa seconde épouse, la princesse Palatine Élisabeth-Charlotte de Bavière ;
- le duc et la duchesse de Chartres, Philippe d'Orléans, régent pendant la minorité de Louis XV ;
- le duc d’Orléans, fils du Régent, Louis d'Orléans ;
- la dauphine ;
- le comte d’Artois ;
- Madame Élisabeth.

La conception et la réalisation de la galerie commencent en 1833 et elle est officiellement inaugurée le 10 juin 1837.

### Attentat de juin 1978
Dans la nuit du 25 au 26 juin 1978, un attentat à la bombe provoque d'importants dégâts dans la galerie. Les terroristes sont Patrick Montauzier et Lionel Chenevière, deux nationalistes bretons de l'Armée révolutionnaire bretonne (ARB-FLB). Ils n'avaient pas réussi à mettre une bombe dans la galerie des Glaces et, donc, se sont rabattus sur la galerie des Batailles, avec pour cible « Napoléon », comme symbole du colonialisme français.

### Sommet de Versailles de 1982
Lors de la 8e réunion du G7, réunissant les dirigeants des 7 pays démocratiques les plus industrialisés au château de Versailles du 4 au 6 juin 1982, un des déjeuners du sommet est organisé dans la galerie des Batailles.

### Plan

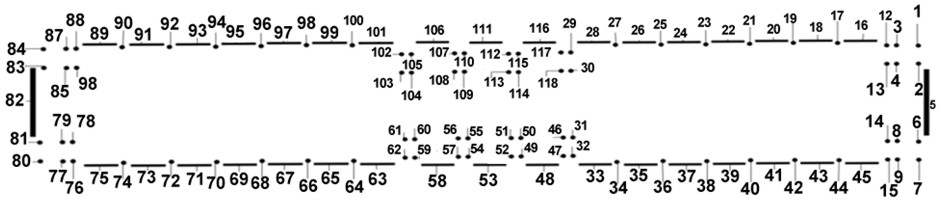
Disposition des œuvres de la galerie des Batailles en 2006. Les points représentent des bustes, les traits des tableaux.

## Œuvres

### Bustes
La galerie des batailles comporte les bustes de 80 militaires français morts au combat.
| #   | Sujet                                                                                       | Décès | Bataille                       | Auteur                              | Image |
| --- | ------------------------------------------------------------------------------------------- | ----- | ------------------------------ | ----------------------------------- | ----- |
| 1   | Joseph-Antoine, prince Poniatowski, maréchal de France                                      | 1813  | Bataille de Leipzig            | François Augustin Caunois           |       |
| 2   | Édouard Adolphe Casimir Joseph Mortier, duc de Trévise, maréchal de France                  | 1835  | Machine infernale de Fieschi   | Théophile-François Marcel Bra       |       |
| 3   | Jean-Baptiste Bessières, duc d'Istries, maréchal de France                                  | 1813  | Bataille de Lützen             | François Masson                     |       |
| 4   | Henri LXI, prince de Reuss-Costritz, général de brigade                                     | 1813  | Bataille de Kulm               | Nanteuil                            |       |
| 6   | Simon, comte de Montfort                                                                    | 1218  | Siège de Toulouse              | Jean-Jacques Feuchère               |       |
| 7   | Pierre Ier d'Alençon, fils de saint Louis et de Marguerite de Provence                      | 1283  | Catona de Salerne              | Jean-Jacques Flatters               |       |
| 8   | Hugues Quieret, amiral de France                                                            | 1340  | Bataille de L'Écluse           | Charles Émile Seurre                |       |
| 9   | Nicolas Béhuchet, amiral de France                                                          | 1340  | Bataille de L'Écluse           | Bernard Seurre                      |       |
| 12  | Alexandre-Antoine Hureau, comte de Sénarmont, général de division                           | 1810  | Siège de Cadix                 | Antoine Laurent Dantan l'Aîné       |       |
| 13  | César Charles Étienne, comte Gudin, général de division                                     | 1812  | Bataille de Valutino           | Louis-Denis Caillouette             |       |
| 14  | Gautier VI de Brienne, duc d'Athènes, connétable de France                                  | 1356  | Bataille de Poitiers           | Justin-Marie Lequien                |       |
| 15  | Pierre Ier, duc de Bourbon                                                                  | 1356  | Bataille de Poitiers           | Louis-Eugène Bion                   |       |
| 17  | Antoine Louis Charles, comte Lasalle, général de division                                   | 1809  | Bataille de Wagram             | D'après Auguste Taunay              |       |
| 19  | Jean-Baptiste Cervoni, général de division                                                  | 1809  | Bataille d'Eckmühl             | D'après Pierre Cardelli             |       |
| 21  | Jean Lannes, duc de Montebello, maréchal de France                                          | 1809  | Bataille d'Essling             | François Masson                     |       |
| 23  | Nicolas-Bernard, général-baron Guiot de Lacour, général de division                         | 1809  | Bataille de Wagram             | Jean-Baptiste Joseph Debay, le Fils |       |
| 25  | André Bruno de Frévol, comte de La Coste, général de brigade                                | 1809  | Siège de Saragosse             | D'après Clodion                     |       |
| 27  | Claude-Louis-Constant Corbineau, général de brigade                                         | 1807  | Bataille d'Eylau               | Philippe Joseph Henri Lemaire       |       |
| 29  | Jacques Desjardins, général de division                                                     | 1807  | Bataille d'Eylau               | Antoine Laurent Dantan, l'Aîné      |       |
| 30  | Joseph Sécret Pascal-Vallongue, général de Brigade                                          | 1806  | Siège de Gaète                 | Jean-Baptiste-Joseph Debay, le Père |       |
| 31  | Charles le Téméraire, duc de Bourgogne                                                      | 1477  | Bataille de Nancy              | Nanteuil                            |       |
| 32  | Prigent de Coëtivy, sire de Coëtivy, amiral de France                                       | 1450  | Siège de Cherbourg             | Honoré Jean Aristide Husson         |       |
| 34  | Jean Stuart, comte de Buchan, connétable de France                                          | 1424  | Bataille de Verneuil           | Charles-René Laitié                 |       |
| 36  | Antoine de Bourgogne, duc de Limbourg, duc de Brabant                                       | 1415  | Bataille d'Azincourt           | Pierre-Charles Simart               |       |
| 38  | Jacques Dampierre de Châtillon, amiral de France                                            | 1415  | Bataille d'Azincourt           | Eugène-André Oudiné                 |       |
| 40  | Jean de Vienne, amiral de France                                                            | 1396  | Bataille de Nicopolis          | Francisque Duret                    |       |
| 42  | Charles de Blois                                                                            | 1364  | Bataille d'Auray               | Jacques-Augustin Dieudonné          |       |
| 44  | Jacques Ier de Bourbon-La Marche, comte de Lamarche, connétable de France                   | 1362  | Bataille de Brignais           | Nicolas Raggi                       |       |
| 46  | Louis d'Armagnac, duc de Nemours                                                            | 1503  | Bataille de Cérignole          | François Rude                       |       |
| 47  | Gaston de Foix, duc de Nemours                                                              | 1512  | Bataille de Ravenne            | Jacques-Augustin Dieudonné          |       |
| 49  | Pierre du Terrail, seigneur de Bayard                                                       | 1524  | La Sesia                       | anonyme                             |       |
| 50  | Guillaume Gouffier de Bonnivet, amiral de France                                            | 1525  | Bataille de Pavie              | François Lanno                      |       |
| 51  | Jacques II de Chabannes de La Palice dit La Palice, maréchal de France                      | 1525  | Bataille de Pavie              | Jean Bernard Duseigneur             |       |
| 52  | Jean de Bourbon, comte de Soissons                                                          | 1557  | Siège de Saint-Quentin         | Jehan Du Seigneur                   |       |
| 54  | André de Montalembert, seigneur d'Essé                                                      | 1557  | Siège de Thérouanne            | Jean-Louis Jaley                    |       |
| 55  | Pierre Strozzi                                                                              | 1558  | Bataille de Thionville         | Jean-Jacques Flatters               |       |
| 56  | Anne, duc de Montmorency                                                                    | 1567  | Bataille de Saint-Denis        | James Pradier                       |       |
| 57  | Jacques d'Albon, seigneur de Saint-André, maréchal de France                                | 1562  | Bataille de Dreux              | Jean-François-Théodore Gechter      |       |
| 59  | Charles de La Rochefoucauld, comte de Randan                                                | 1562  | Siège de Bourges               | Joseph-Silvestre Brun               |       |
| 60  | Antoine de Bourbon, roi de Navarre                                                          | 1562  | Siège de Rouen                 | Joseph Marius Ramus                 |       |
| 61  | Anne, duc de Joyeuse                                                                        | 1587  | Bataille de Coutras            | Isidore Hippolyte Brion             |       |
| 62  | Claude de Lorraine, duc d'Aumale                                                            | 1573  | Siège de La Rochelle           | Joseph-Stanislas Lescorné           |       |
| 64  | Bernard de Nogaret, seigneur de La Valette                                                  | 1592  | Siège de Roquebrune            | Louis Desprez                       |       |
| 66  | Armand de Gontaut, baron de Biron, maréchal de France                                       | 1592  | Siège d'Épernay                | Jean-Baptiste-Joseph Debay, Père    |       |
| 68  | Jean d'Aumont, maréchal de France                                                           | 1595  | Siège de Comper                | Auguste-Alexandre Dumont            |       |
| 70  | André Baptiste de Brancas, seigneur de Villars, amiral de France                            | 1595  | Siège de Doullens              | Victor Thérasse                     |       |
| 72  | Jean du Caylarde, marquis de Toiras                                                         | 1636  | Siège de Fontaneto             | Caillouet                           |       |
| 74  | Charles de Créquy, maréchal de France                                                       | 1636  | Siège de Breme                 | Dantan jeune                        |       |
| 76  | Manassès de Pas, marquis de Feuquières, lieutenant général des armées du roi                | 1640  | Siège de Thionville            | Philippe Joseph Henri Lemaire       |       |
| 77  | Armand de Maillé, marquis de Brézé, duc de Fronsac, amiral de France                        | 1646  | Bataille d'Orbetello           | Jean-François Legendre-Héral        |       |
| 78  | Jean Baptiste Budes, baron de Guébriant, maréchal de France                                 | 1643  | Siège de Rottweil              | Jean-Pierre Cortot                  |       |
| 79  | Jacques, marquis de Castelnau, maréchal de France                                           | 1658  | Bataille des Dunes             | Jean Bernard Duseigneur             |       |
| 80  | Jean de Gassion, maréchal de France                                                         | 1647  | Siège de Lens                  | Antoine Desboeufs                   |       |
| 81  | Jacques de Rougé, marquis du Plessis-Bellière, lieutenant général des armées du roi         | 1654  | Torre d'Anunziata              | Jean Bernard Duseigneur             |       |
| 83  | François de Vendôme, duc de Beaufort, amiral de France                                      | 1669  | Siège de Candie                | Michel-Louis Victor Mercier         |       |
| 84  | Henri de La Tour d'Auvergne, vicomte de Turenne, maréchal de France                         | 1675  | Bataille de Salzbach           | Jean-Jacques Flatters               |       |
| 85  | Pierre Claude Berbier du Metz, lieutenant général des armées du roi                         | 1690  | Bataille de Fleurus            | François Jouffroy                   |       |
| 86  | Nicolas de La Brousse comte de Vertillac, maréchal des camps et armées du roi               | 1693  | Siège de Charleroi             | Joseph-Stanislas Lescorné           |       |
| 87  | Charles Paris d'Orléans, duc de Longueville                                                 | 1672  | Passage du Rhin                | François Jouffroy                   |       |
| 88  | Jean-Baptiste Cassagnet marquis de Tilladet, lieutenant général des armées du roi           | 1692  | Bataille de Steinkerque        | Jean-Baptiste-Joseph Debay, Père    |       |
| 90  | Béat Jacques de la Tour Chatillon, comte de Zurlauben, lieutenant général des armées du roi | 1704  | Bataille de Höchstät           | François Jouffroy                   |       |
| 92  | Ferdinand, comte de Marsin, maréchal de France                                              | 1706  | Bataille de Turin              | François Jouffroy                   |       |
| 94  | Jacques Fitz-James, maréchal-duc de Berwick                                                 | 1734  | Siège de Philippsbourg         | Antoine Laurent Dantan l'Aîné       |       |
| 96  | Louis Joseph de Saint Véran, marquis de Montcalm, lieutenant général des armées du roi      | 1759  | Bataille des plaines d'Abraham | Francisque Duret                    |       |
| 98  | Pierre François, marquis de Rougé, lieutenant général des armées du roi                     | 1761  | Bataille de Villinghausen      | Jean-Baptiste-Joseph Debay, Père    |       |
| 100 | Jacques Christophe Coquille Dugommier, général en chef                                      | 1794  | Bataille de la Sierra Negra    | Antoine-Denis Chaudet               |       |
| 102 | Amédée Emmanuel François Laharpe, général de division                                       | 1796  | Bataille de Fombio             | Félix Lecomte                       |       |
| 103 | Jean Gilles André Robert, général de brigade                                                | 1796  | Bataille du pont d'Arcole      | Edme-François-Étienne Gois          |       |
| 104 | Martial Beyrand, général de brigade                                                         | 1796  | Bataille de Castiglione        | Charles-Louis Corbet                |       |
| 105 | Charles Abattucci, général de division                                                      | 1796  | Siège de Huningue              | Gabriel-Vital Dubray                |       |
| 107 | Jean-Jacques Causse, général de brigade                                                     | 1796  | Bataille de Dego               | Jacques-Edme Dumont                 |       |
| 108 | Pierre Banel, général de Brigade                                                            | 1796  | Bataille de Cosseria           | Lorenzo Bartolini                   |       |
| 109 | Louis Marie de Caffarelli du Falga, général de division                                     | 1799  | Siège de Saint-Jean-d'Acre     | François Masson                     |       |
| 110 | Barthélemy Catherine Joubert, général en chef de l'armée d'Italie                           | 1799  | Bataille de Novi               | Louis Boizot                        |       |
| 112 | Dominique Martin Dupuy, général de brigade                                                  | 1798  | Révolte du Caire               | Philippe-Laurent Roland             |       |
| 113 | François Paul Brueys, comte d'Aigalliers, vice-amiral                                       | 1798  | Bataille d'Aboukir             | Jean-Jacques Flatters               |       |
| 114 | Louis Marie, vicomte de Noailles, général de brigade                                        | 1804  | La Havane                      | Antoine Laurent Dantan l'Aîné       |       |
| 115 | Jean Louis Debilly, général de brigade                                                      | 1806  | Bataille d'Auerstaedt          | Jean-Baptiste-Joseph Debay, Père    |       |
| 117 | Jean-Baptiste Kléber, général en chef                                                       | 1800  | Le Caire                       | Philippe Joseph Henri Lemaire       |       |
| 118 | François-Louis de Morlan                                                                    | 1805  | Bataille d'Austerlitz          | Julie Charpentier                   |       |

### Tableaux
33 batailles sont représentées.
| #   | Titre                                             | Sujet | Auteur                       | Dimensions | Année | Image |
| --- | ------------------------------------------------- | --- | ---------------------------- | ---------- | ----- | ----- |
| 5   | Bataille de Tolbiac                               | 496 : Bataille de Tolbiac | Ary Scheffer                 | 415×465    | 1837  |       |
| 16  | Bataille de Friedland, 14 juin 1807               | 1807 : Bataille de Friedland; représentation de Napoléon Ier et du comte Nicolas Charles Oudinot | Horace Vernet                | 465×543    | 1836  |       |
| 18  | Bataille de Wagram, 6 juillet 1809                | 1809 : Bataille de Wagram ; représentation de Napoléon Ier et du duc d'Istrie | Horace Vernet                | 465×543    | 1836  |       |
| 20  | Bataille d'Iéna, 14 octobre 1806                  | 1806 : Bataille d'Iéna ; représentation de Napoléon Ier, Joachim Murat et Louis Alexandre Berthier | Horace Vernet                | 465×543    | 1836  |       |
| 22  | Bataille d'Austerlitz, 2 décembre 1805            | 1805 : Bataille d'Austerlitz ; esquisse d'après un original dans la collection Paillet en 1846, commandé par Napoléon Ier pour le plafond de la salle du Conseil d'État au palais des Tuileries à Paris, représentant l'Empereur accompagné de Jean Rapp | François Gérard              | 510×958    | 1810  |       |
| 24  | Bataille de Hohenlinden, 3 décembre 1800          | 1800 : Bataille de Hohenlinden ; représentation de Jean Victor Moreau, Michel Ney, Emmanuel de Grouchy et Jean de Habsbourg | Henri-Frédéric Schopin       | 465×543    | 1836  |       |
| 26  | Bataille de Zurich, 25 septembre 1799             | 1799 : Bataille de Zurich ; représentations d’André Masséna, du comte Nicolase, de Charles Oudinot et du comte Honoré Charles Reille. | François Bouchot             | 465×543    | 1835  |       |
| 28  | Bataille de Rivoli, 14 janvier 1797               | 1797 : Bataille de Rivoli ; représentation de Napoléon Bonaparte | Félix Philippoteaux          | 465×545    | 1844  |       |
| 33  | Bataille de Cassel, 23 août 1328                  | 1328 : Bataille de Cassel ; représentation de Philippe de Valois et Nicolaas Zannekin | Henry Scheffer               | 465×543    | 1837  |       |
| 35  | Bataille de Mons-en-Pévèle, 18 août 1304          | 1304 : Bataille de Mons-en-Pévèle | Charles-Philippe Larivière   | 465×543    | 1841  |       |
| 37  | Bataille de Taillebourg, 21 juillet 1242          | 1242 : Bataille de Taillebourg | Eugène Delacroix             | 489×554    | 1837  |       |
| 39  | Bataille de Bouvines, 27 juillet 1214             | 1214 : Bataille de Bouvines; représentation de Philippe-Auguste | Horace Vernet                | 510×958    | 1827  |       |
| 41  | Le comte Eudes défend Paris contre les Normands   | 885 : Représentation du comte Eudes défendant Paris contre les Normands | Jean-Victor Schnetz          | 465×542    | 1837  |       |
| 43  | Charlemagne à Paderborn                           | 785 : Charlemagne reçoit à Paderborn la soumission de Witikind, roi des Saxons | Ary Scheffer                 | 465×542    | 1837  |       |
| 45  | Bataille de Poitiers                              | 732 : Bataille de Poitiers ; représentation de Charles Martel, Eudes d'Aquitaine et Abd-el-Rahman | Charles de Steuben           | 465×542    | 1837  |       |
| 48  | Bataille de Cocherel, 16 mai 1364                 | 1364 : Bataille de Cocherel | Charles-Philippe Larivière   | 425x260    | 1839  |       |
| 53  | Entrée de Jeanne d'Arc à Orléans, 8 mai 1429      | 1429 : Levée du siège d'Orléans | Henry Scheffer               | 425x483    | 1843  |       |
| 58  | Bataille de Castillon, 17 juillet 1453            | 1453 : Bataille de Castillon, la mort de John Talbot | Charles-Philippe Larivière   | 425x262    | 1839  |       |
| 63  | Entrée de Charles VIII à Naples, 12 mai 1495      | 1495 : Entrée de Charles VIII à Naples | Éloi Firmin Féron            | 465×543    | 1837  |       |
| 65  | Bataille de Marignan, 14 septembre 1515           | 1515 : Bataille de Marignan | Alexandre-Évariste Fragonard | 465×543    | 1836  |       |
| 67  | Prise de Calais, 9 janvier 1558                   | 1558 : Prise de Calais par François, duc de Guise | François-Édouard Picot       | 465×543    | 1838  |       |
| 69  | Entrée d'Henri IV à Paris, 22 mars 1594           | 1594 : Entrée d'Henri IV à Paris | François Gérard              | 510×958    | 1817  |       |
| 71  | Bataille de Rocroi, 19 mai 1643                   | 1643 : Bataille de Rocroy ; le duc d'Enghien ordonne l'arrêt du combat | François Joseph Heim         | 465×543    | 1834  |       |
| 73  | Bataille de Lens, 20 août 1648                    | 1648 : Le Grand Condé à la bataille de Lens | Jean-Pierre Franque          | 465×543    | 1835  |       |
| 75  | Bataille des Dunes, 14 juin 1658                  | 1658 : Bataille des Dunes au siège de Dunkerque | Charles-Philippe Larivière   | 465×543    | 1837  |       |
| 82  | Prise de Valenciennes par Louis XIV, 17 mars 1677 | 1677 : Siège de Valencienne | Jean Alaux                   | 415×465    | 1837  |       |
| 89  | Bataille de La Marsaille, 4 octobre 1693          | 1693 : Bataille de La Marsaille | Eugène Devéria               | 465×543    | 1837  |       |
| 91  | Bataille de Villaviciosa, 10 décembre 1710        | 1710 : Bataille de Villaviciosa | Jean Alaux                   | 465×543    | 1837  |       |
| 93  | Bataille de Denain, 24 juillet 1712               | 1712 : Bataille de Denain, le maréchal de Villars | Jean Alaux                   | 465×543    | 1839  |       |
| 95  | Bataille de Fontenoy, 11 mai 1745                 | 1745 : Bataille de Fontenoy : le maréchal de Saxe présente les prisonniers et les drapeaux pris aux anglais et aux Hollandais à Louis XV et au dauphin                                                                                                   | Horace Vernet                | 510×958    | 1828  |       |
| 97  | Prise de Yorktown                                 | 1781 : Bataille de Yorktown ; Le général Rochambeau et le général Washington donnent les derniers ordres pour l’attaque | Auguste Couder               | 465×543    | 1836  |       |
| 99  | Bataille de Lawfeld, 2 juillet 1747               | 1747 : Bataille de Lawfeld ; Louis XV indique de la main le village de Lawfeld au maréchal de Saxe | Auguste Couder               | 465×543    | 1836  |       |
| 101 | Bataille de Fleurus                               | 1794 : Bataille de Fleurus ; Jean-Baptiste Jourdan, Marceau, Kléber et Championnet | Jean-Baptiste Mauzaisse      | 465×543    | 1837  |       |